# ブギウギ'96
『ブギウギ'96』は、1996年7月3日に発売されたウルフルズ11枚目のシングル。発売元は東芝EMI。

## 解説
シングル「そら」と同時発売。本作はウルフルズでは馴染みのある12cmCDシングルではあるが、過去の12cmCDシングルと異なり、表題曲がそのままシングルのタイトルになっていない、表題曲と別に『ブギウギ’96』とタイトルが付けられている、収録曲数が8曲入りと、ほぼアルバムに近い曲数であることが今作の特徴となっている。
リード曲「ツギハギブギウギ」はミュージック・ビデオが制作され、「巨人の星」のパロデイになっていて、所属事務所の社長・森本泰輔が敵チームの監督に扮している。

## 収録曲
全曲作詞・作曲：トータス松本（4以外）編曲：ウルフルズ、太田要　
1. 6.3.3（ろくさんさん）　2分04秒
2. ツギハギブギウギ　3分13秒
3. マイアミ・ビーチ・ブギ　パートI　1分50秒
4. サマータイム・ブルース　3分06秒
作詞・作曲：エディ・コクラン/Jerry Capehart
日本語詞：キンタ/伊藤銀次
5. マイアミ・ビーチ・ブギ　パートII　0分54秒
6. 骨と皮ブギウギ　5分18秒
7. 6.3.3アゲイン　0分31秒
8. マイアミ旅情（べつにえーやんけ）　1分56秒